# Tour of Britain 2011
Il Tour of Britain 2011, ottava edizione della corsa, si svolse dall'11 al 18 settembre 2011 su un percorso di 1166 km ripartiti in 9 tappe, con partenza da Peebles e arrivo a Londra. Fu vinto dall'olandese Lars Boom della Rabobank davanti al britannico Stephen Cummings e al ceco Jan Barta.

## Tappe
| Tappa  | Data         | Percorso                            | km    | Vincitore di tappa | Leader cl. generale |
| ------ | ------------ | ----------------------------------- | ----- | ------------------ | ------------------- |
| 1ª     | 11 settembre | Peebles > Dumfries                  | 170,3 | Mark Cavendish     | Mark Cavendish      |
| 2ª     | 12 settembre | Kendal > Blackpool                  | 137,7 | Annullata          | Mark Cavendish      |
| 3ª     | 13 settembre | Stoke-on-Trent > Stoke-on-Trent     | 140   | Lars Boom          | Lars Boom           |
| 4ª     | 14 settembre | Welshpool > Caerphilly              | 183,7 | Thor Hushovd       | Lars Boom           |
| 5ª     | 15 settembre | Exeter > Exmouth                    | 180,3 | Mark Renshaw       | Lars Boom           |
| 6ª     | 16 settembre | Taunton > Wells                     | 146   | Lars Boom          | Lars Boom           |
| 7ª     | 17 settembre | Bury St. Edmunds > Sandringham      | 199,7 | Gediminas Bagdonas | Lars Boom           |
| 8ª     | 18 settembre | Londra > Londra (cron. individuale) | 8,8   | Alex Dowsett       | Lars Boom           |
| 9ª     | 18 settembre | Londra > Londra                     | 88,8  | Mark Cavendish     | Lars Boom           |
| Totale | Totale       | Totale                              | 1166  |                    |                     |

## Dettagli delle tappe

### 1ª tappa
- 11 settembre: Peebles > Dumfries – 170,3 km

| Pos. | Corridore      | Squadra      | Tempo    |
| ---- | -------------- | ------------ | -------- |
| 1    | Mark Cavendish | HTC-Highroad | 4h41'06" |
| 2    | Mark Renshaw   | HTC-Highroad | s.t.     |
| 3    | Theo Bos       | Rabobank     | s.t.     |

| Pos. | Corridore      | Squadra      | Tempo    |
| ---- | -------------- | ------------ | -------- |
| 1    | Mark Cavendish | HTC-Highroad | 4h40'56" |
| 2    | Mark Renshaw   | HTC-Highroad | a 4"     |
| 3    | Theo Bos       | Rabobank     | a 6"     |

### 2ª tappa
- 12 settembre: Kendal > Blackpool – 137,7 km

Annullata per il maltempo

### 3ª tappa
- 13 settembre: Stoke-on-Trent > Stoke-on-Trent – 140 km

| Pos. | Corridore        | Squadra  | Tempo    |
| ---- | ---------------- | -------- | -------- |
| 1    | Lars Boom        | Rabobank | 3h23'42" |
| 2    | Michael Matthews | Rabobank | s.t.     |
| 3    | Geraint Thomas   | Sky      | s.t.     |

| Pos. | Corridore      | Squadra      | Tempo    |
| ---- | -------------- | ------------ | -------- |
| 1    | Lars Boom      | Rabobank     | 8h04'35" |
| 2    | Mark Cavendish | HTC-Highroad | a 3"     |
| 3    | Geraint Thomas | Sky          | a 6"     |

### 4ª tappa
- 14 settembre: Welshpool > Caerphilly – 183,7 km

| Pos. | Corridore        | Squadra  | Tempo    |
| ---- | ---------------- | -------- | -------- |
| 1    | Thor Hushovd     | Garmin   | 4h32'22" |
| 2    | Lars Boom        | Rabobank | s.t.     |
| 3    | Cesare Benedetti | NetApp   | s.t.     |

| Pos. | Corridore      | Squadra          | Tempo     |
| ---- | -------------- | ---------------- | --------- |
| 1    | Lars Boom      | Rabobank         | 12h36'51" |
| 2    | Geraint Thomas | Sky              | a 12"     |
| 3    | Boy van Poppel | UnitedHealthcare | a 14"     |

### 5ª tappa
- 15 settembre: Exeter > Exmouth – 180,3 km

| Pos. | Corridore      | Squadra          | Tempo    |
| ---- | -------------- | ---------------- | -------- |
| 1    | Mark Renshaw   | HTC-Highroad     | 4h17'38" |
| 2    | Mark Cavendish | HTC-Highroad     | s.t.     |
| 3    | Robert Förster | UnitedHealthcare | s.t.     |

| Pos. | Corridore      | Squadra          | Tempo     |
| ---- | -------------- | ---------------- | --------- |
| 1    | Lars Boom      | Rabobank         | 16h54'29" |
| 2    | Geraint Thomas | Sky              | a 12"     |
| 3    | Boy van Poppel | UnitedHealthcare | a 14"     |

### 6ª tappa
- 16 settembre: Taunton > Wells – 146 km

| Pos. | Corridore        | Squadra  | Tempo    |
| ---- | ---------------- | -------- | -------- |
| 1    | Lars Boom        | Rabobank | 3h19'02" |
| 2    | Alexandre Pichot | Europcar | s.t.     |
| 3    | Leopold König    | NetApp   | s.t.     |

| Pos. | Corridore     | Squadra  | Tempo     |
| ---- | ------------- | -------- | --------- |
| 1    | Lars Boom     | Rabobank | 20h13'18" |
| 2    | Leopold König | NetApp   | a 28"     |
| 3    | Daniel Lloyd  | Garmin   | a 29"     |

### 7ª tappa
- 17 settembre: Bury St. Edmunds > Sandringham – 199,7 km

| Pos. | Corridore          | Squadra       | Tempo    |
| ---- | ------------------ | ------------- | -------- |
| 1    | Gediminas Bagdonas | An Post       | 4h33'17" |
| 2    | Ian Wilkinson      | Endura Racing | s.t.     |
| 3    | Mathieu Claude     | Europcar      | s.t.     |

| Pos. | Corridore     | Squadra  | Tempo     |
| ---- | ------------- | -------- | --------- |
| 1    | Lars Boom     | Rabobank | 24h47'58" |
| 2    | Leopold König | NetApp   | a 28"     |
| 3    | Daniel Lloyd  | Garmin   | a 29"     |

### 8ª tappa
- 18 settembre: Londra > Londra (cron. individuale) – 8,8 km

| Pos. | Corridore     | Squadra     | Tempo  |
| ---- | ------------- | ----------- | ------ |
| 1    | Alex Dowsett  | Sky         | 10'14" |
| 2    | Lars Boom     | Rabobank    | a 5"   |
| 3    | Lieuwe Westra | Vacansoleil | s.t.   |

| Pos. | Corridore        | Squadra  | Tempo     |
| ---- | ---------------- | -------- | --------- |
| 1    | Lars Boom        | Rabobank | 24h58'17" |
| 2    | Stephen Cummings | Sky      | a 36"     |
| 3    | Jan Barta        | NetApp   | a 56"     |

### 9ª tappa
- 18 settembre: Londra > Londra – 88,8 km

| Pos. | Corridore      | Squadra          | Tempo    |
| ---- | -------------- | ---------------- | -------- |
| 1    | Mark Cavendish | HTC-Highroad     | 1h59'13" |
| 2    | Mark Renshaw   | HTC-Highroad     | s.t.     |
| 3    | Robert Förster | UnitedHealthcare | s.t.     |

| Pos. | Corridore        | Squadra  | Tempo     |
| ---- | ---------------- | -------- | --------- |
| 1    | Lars Boom        | Rabobank | 26h57'35" |
| 2    | Stephen Cummings | Sky      | a 36"     |
| 3    | Jan Barta        | NetApp   | a 55"     |

## Classifiche finali

### Classifica generale
| Pos. | Corridore              | Squadra                      | Tempo     |
| ---- | ---------------------- | ---------------------------- | --------- |
| 1    | Lars Boom              | Rabobank                     | 26h57'35" |
| 2    | Stephen Cummings       | Sky Procycling               | a 36"     |
| 3    | Jan Barta              | Team NetApp                  | a 55"     |
| 4    | Linus Gerdemann        | Team Leopard-Trek            | a 57"     |
| 5    | Jonathan Tiernan-Locke | Rapha Condor-Sharp           | a 1'03"   |
| 6    | Iker Camaño Ortuzar    | Endura Racing                | a 1'07"   |
| 7    | Jelle Wallays          | Topsport Vlaanderen-Mercator | a 1'12"   |
| 8    | Joost Posthuma         | Team Leopard-Trek            | a 1'13"   |
| 9    | Leopold König          | Team NetApp                  | a 1'19"   |
| 10   | Daniel Lloyd           | Garmin-Cervélo               | a 1'25"   |